# 彼得·杜赫提
彼得·杜赫提（英語：Peter C. Doherty，1940年10月15日—），澳洲國立大學（ANU）外科兽医和医学科研人员，1995年获得拉斯克奖（基础医学研究），1996年获諾貝爾生理學或醫學獎，1997年成为澳大利亚年度风云人物。